# Датская протестная свинья
Датская протестная свинья (нем. Dänisches Protestschwein), или хузумская протестная свинья (дат. Husum protestsvin, нем. Husumer Protestschwein), или красно-пёстрая хузумская свинья (нем. Rotbuntes Husumer Schwein), — редкая, на грани вымирания, порода домашних свиней.

## Характеристики
Красно окрашенные животные с широкой белой поперечной полосой. Окраска напоминает флаг Дании. Выращивается с начала XX века, с тех пор как живущим в Северной Фризии датчанам было запрещено вывешивать датский флаг. Отсюда и пошло название породы.

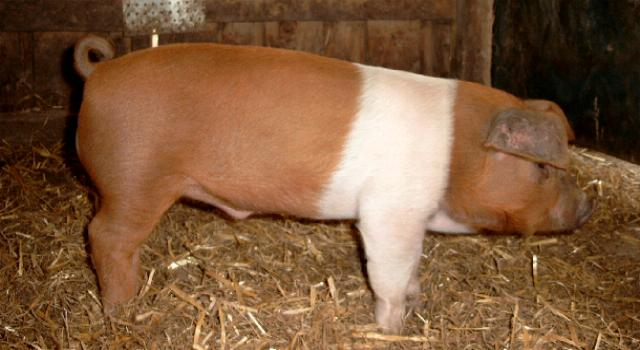
Поросёнок

Порода известна своими цветными полосами. Они красного цвета, с белым вертикальным поясом и белым горизонтальным поясом (см. изображение).
При полной зрелости самцы обычно весят до 350 кг и более, самки достигают веса до 300 кг. Средняя высота 92 см. Впервые была официально признана в качестве породы в 1954 году.

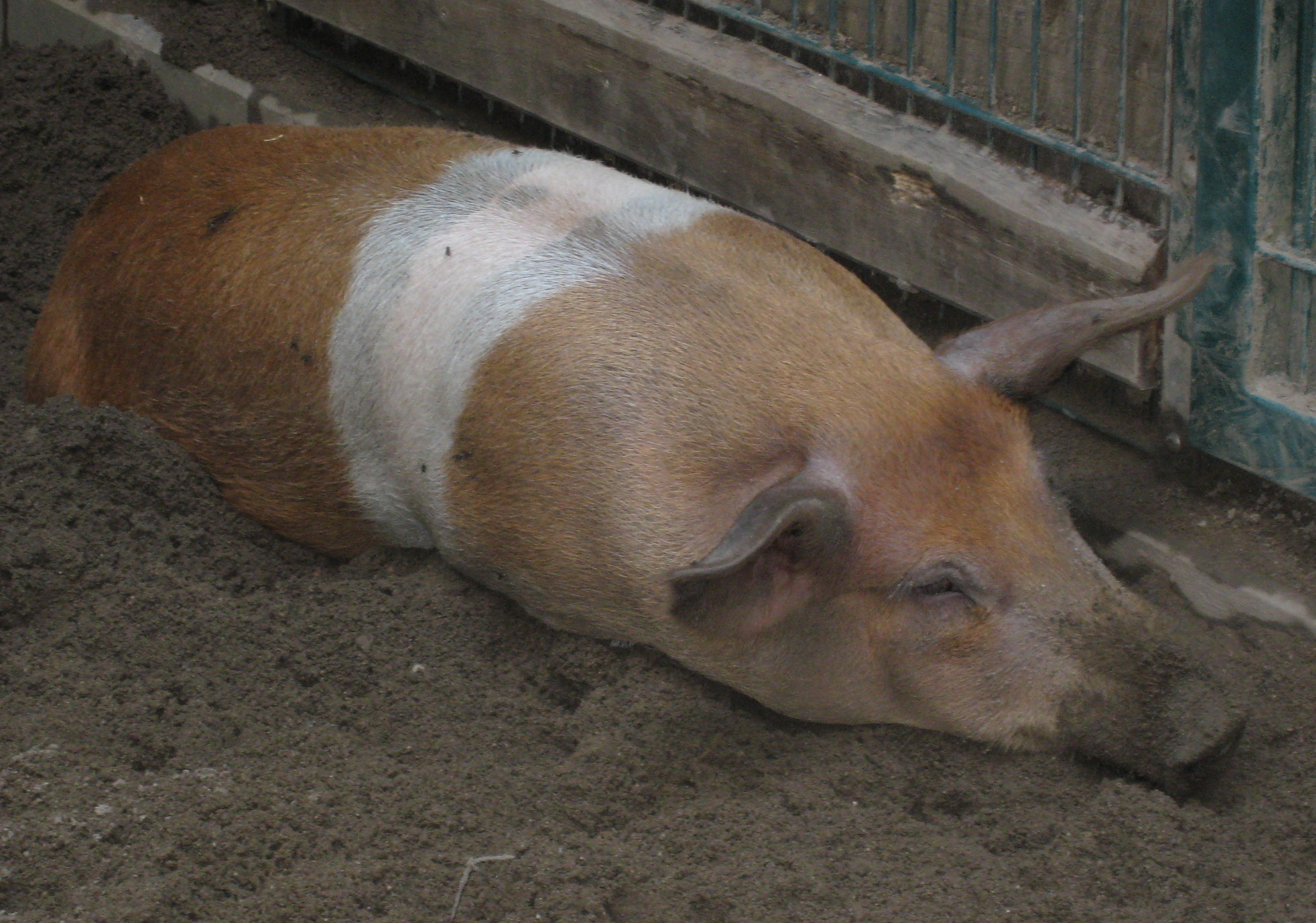
Датская протестная свинья в Дортмундском зоопарке

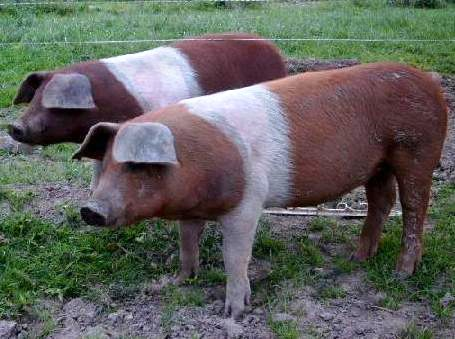
Два поросёнка

## История разведения
Порода была выведена в Северной Фризии в Южном Шлезвиге, Германия. Считается, что они впервые появились в начале XX века. Нет достоверных сведений о том, когда и кем была выведена порода. Одна из версий говорит, что это результат скрещивания английской породы свиней тамворт (Tamworth) и ютландских болотных свиней. Последняя порода считалась вымершей в 1968 году и была возрождена в 1984 году. Она сохранилась в зоопарках Германии. Во всём в мире осталось около 140 особей этой породы.
Вторая версия происхождения породы ― это легенда о том, что свинья стала популярной в Дании в то время, когда датское население, живущее в этом районе, находилось под прусским правлением. Населению было запрещено вывешивать датский флаг или даже показывать его, в результате чего и появилась эта редкая порода свиней, которые своей окраской напоминают национальный флаг Дании.
Чтобы бороться с запретом, люди разводили и демонстрировали свиней в знак протеста, чтобы продемонстрировать гордость за свою нацию. Красно-белый окрас животных напоминает датский флаг. Порода сохранилась в силу своего исторического значения и носит название «датская протестная свинья».
В 1954 году была признана породой, но уже в 1968 году было отмечено последнее рождение. С тех пор порода считалась вымершей.

## История сохранения породы
Когда в 1984 году снова обнаружились свиньи, соответствующие фенотипу породы, появились последователи, стали образовываться кружки и сообщества, занимающиеся дальнейшим разведением породы. С 1996 года существует сообщество «Förderverein Rotbuntes Husumer Schwein e.V», которое выдает официальное разрешение на выращивание породы. В частности, датские протестные свиньи выращиваются в зоопарках Берлина, Ганновера, Киля и Гильзенкирхена, и некоторых других городах. Земля Шлезвиг-Гольштейн официально поощряет и способствует разведение и содержание породы, несмотря на то, что речь идёт не об историческом, а о схоже выглядящем животном, но тем не менее эта порода обладает культурной ценностью.